# Children in the universe
"Children in the universe" (em português Crianças do universo) é uma canção pela inglesa Molly. Ela foi escolhido para representar o Reino Unido no Festival Eurovisão da Canção 2014 na Dinamarca.